# 마크 베이커
마크 베이커(Mark Baker, 1946년 10월 2일 ~ 2018년 8월 13일)는 미국의 배우, 연극 배우이다.
컴벌랜드에서 태어났으며 컴벌랜드에서 사망하였다.

## 영화
- 벤과 홀리의 작은 왕국 (2008년)
- 라이프 서포트 (2007년)
- 힐 팜 (1989년)
- 아이다 (1989년)